# Чичестерський собор
Чичестерський собор, також Собор Святої Троїці (англ. The Cathedral Church of The Holy Trinitiy) — головний собор у Чичестері, у графстві Сассекс (Англія). Будівництво почалося 1076 року в зв'язку з переїздом єпископа з Селсі до Чичестера.
Собор споруджено у норманському готичному стилі. Його 82-метрова дзвіниця видна серед рівнинного ландшафту Сассекса за багато кілометрів і слугує навіть орієнтиром для моряків. Це єдина вежа Англії, яку видно з моря.

## Історія
Будівельні роботи було розпочато 1076 року за єпископа Стіґанда. Єпископ Ральф де Луффа освятив собор 1108 року як Собор Святої Троїці. 1187 року пожежа знищила східну частину собору та дерев'яні перекриття даху, який замінили кам'яним склепінням. У XIII столітті було прибудовано хори в давньоанглійському стилі.
1262 року папа Урбан IV проголосив єпископа Річарда Чичестерського святим. Його могила, що знаходилася в соборі, приваблювала численних паломників, аж поки 1538 року вона не була знищена за розпорядженням Генріха VIII.
У XIV столітті до собору було прибудовано одну вежу та капеллу Діви Марії. Особливістю собору є 82-метрова дзвіниця, споруджена 1436 року з північно-західного боку собору. Дзвіниця досі діє і має 8 дзвонів.
Знищення церковних веж у часи реформації досить спотворили вигляд собору. Значних пошкоджень зазнав також інтер'єр. 1642 року собор зазнав нових ушкоджень, коли місто зайняли війська Олівера Кромвеля. Наступні два століття собор стояв у руїнах.
Реставраційні роботи почалися лише у 1840-і роки під керівництвом Діна Джорджа Чендлера. Після деяких невдач реставрацію вдалося завершити 1866 року.